# Bundesstraße 437
Bundesstraße 437 is een weg in Nedersaksen van ongeveer 61 km en loopt van Friedeburg (afsplitsing Bundesstraße 436) via Bockhorn en Varel naar A27 bij de plaats Stotel, iets ten zuiden van Bremerhaven.
Onderdeel van de weg is de Wesertunnel, waar de weg is uitgevoerd met 2 aparte rijbanen.

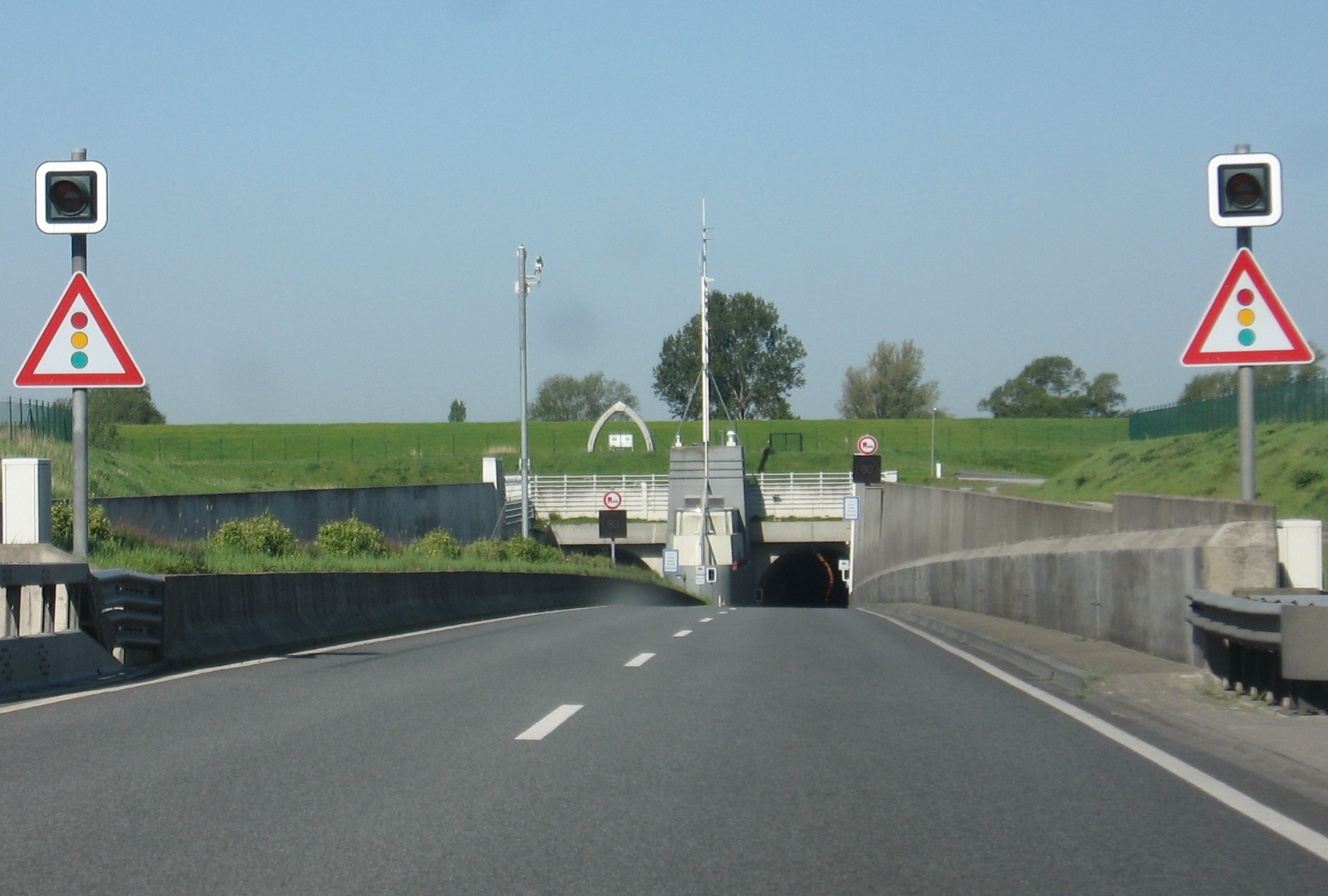
Wesertunnel
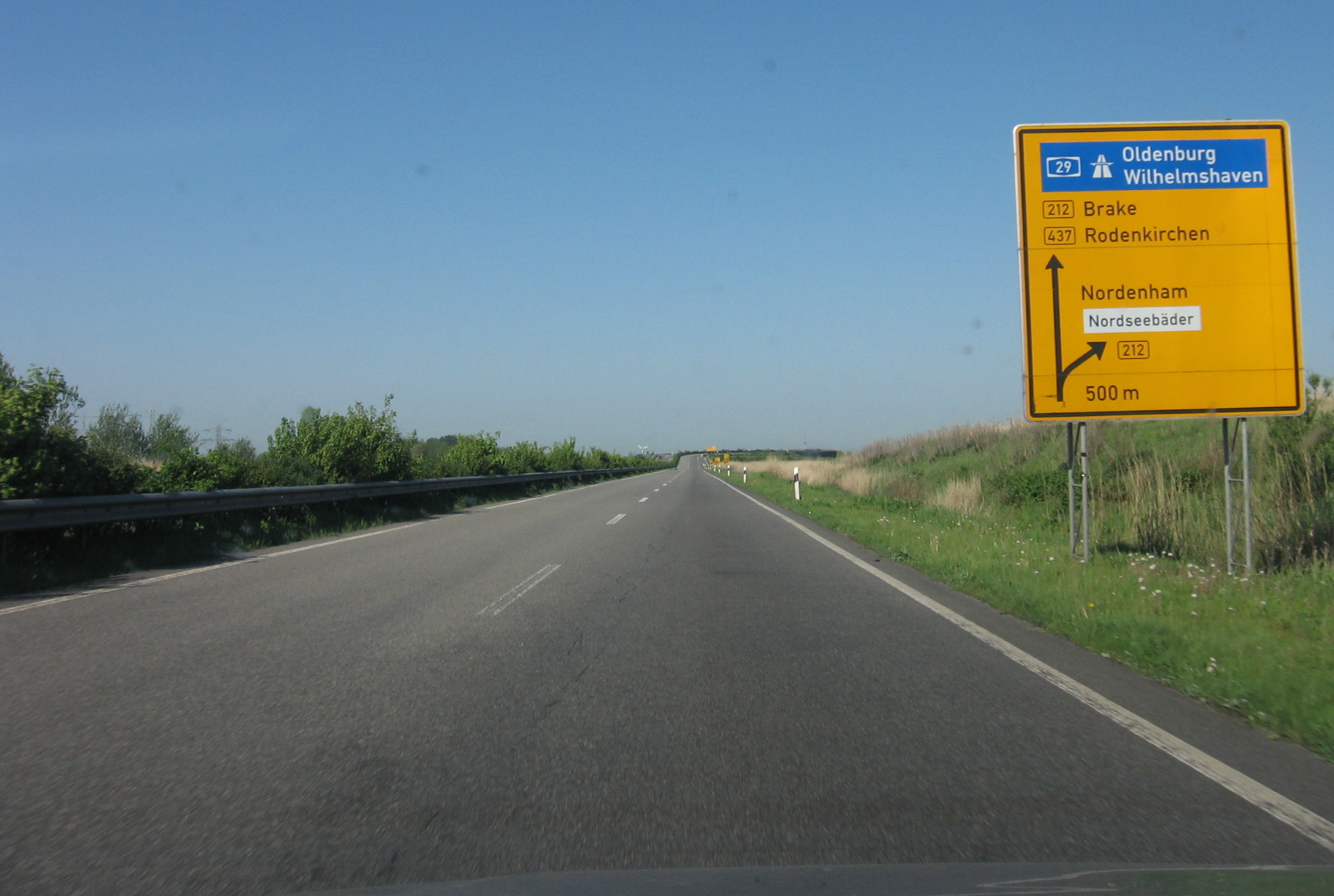
Autoweg uitvoering voor oostingang Wesertunnel

B1 · B3 · B3n · B4 · B5 · B6 · B6n · B27 · B51 · B61 · B64 · B65 · B68 · B69 · B70 · B71 · B72 · B73 · B74 · B74n · B75 · B79 · B80 · B82 · B83 · B188 · B190n · B191 · B195 · B207 · B209 · B210 · B211 · B212 · B213 · B214 · B215 · B216 · B217 · B218 · B238 · B239 · B240 · B241 · B242 · B243 · B243a · B244 · B245a · B247 · B248 · B322 · B401 · B402 · B403 · B404 · B408 · B431 · B433 · B434 · B435 · B436 · B437 · B438 · B439 · B440 · B441 · B442 · B443 · B444 · B445 · B446 · B447 · B461 · B475 · B482 · B490 · B493 · B494 · B495 · B496 · B497 · B524 · B530